# Karl von Czoernig-Czernhausen

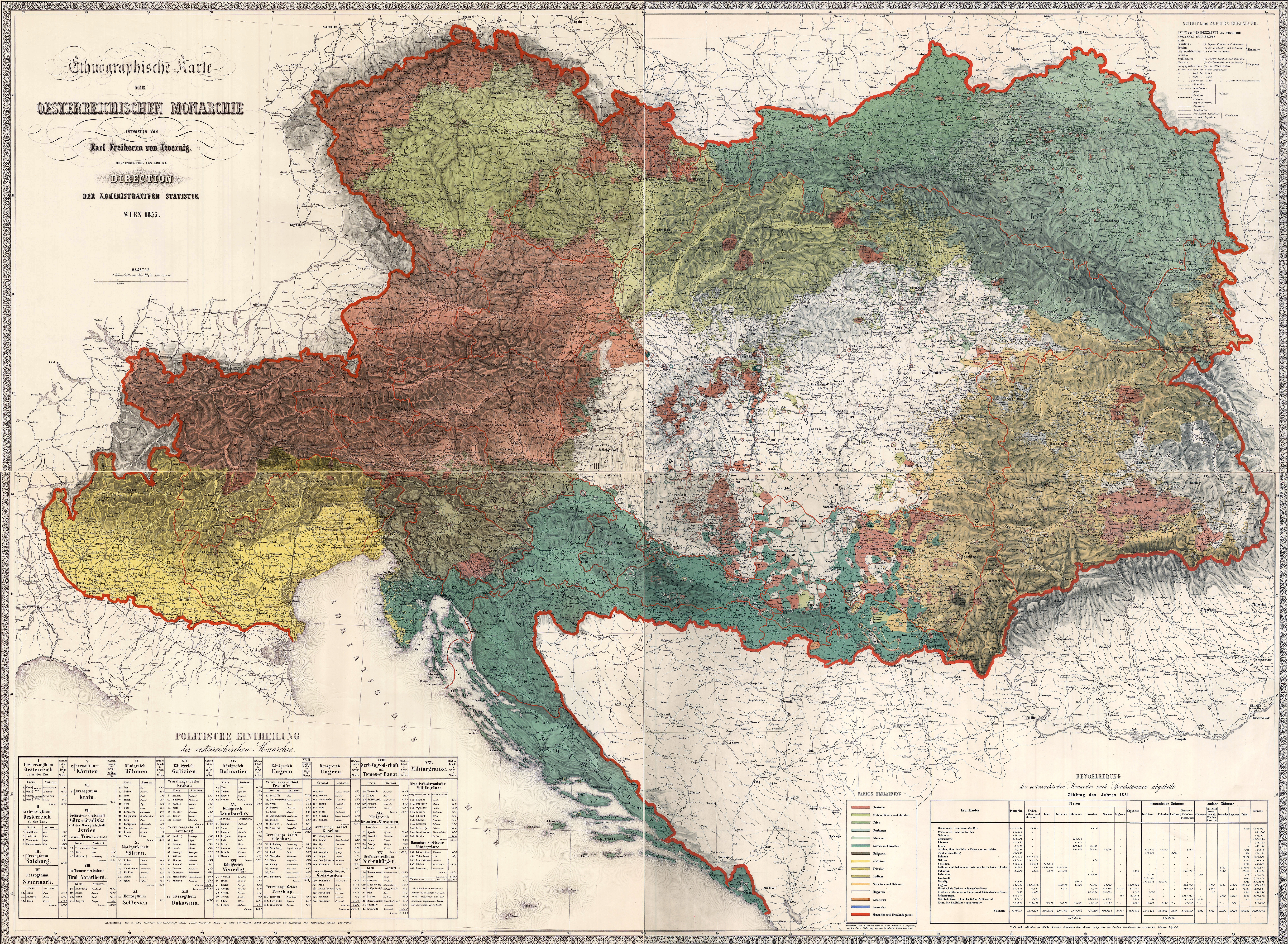
Etnografická mapa Rakousko-Uherska vytvořená Czoernigem, publikovana v roce 1855.

Karl Czörnig, od roku 1852 svobodný pán von Czoernig-Czernhausen (5. května 1804 Černousy – 5. října 1889 Gorizia) byl rakousko-český úředník a statistik.

## Život
Byl synem černouského purkrabího Karla Czörniga, vyrůstal v německy mluvících severních Čechách. Gymnázia ovšem navštěvoval v převážně česky mluvícím Jičíně a Praze. Poté studoval na univerzitě v Praze a ve Vídni. Byl českým zemským patriotem německého jazyka a o českých otázkách si dopisoval s Františkem Palackým. Je také považován za zakladatele moderní statistiky v Habsburské monarchii.
Zasloužil se o vybudování dunajské vodní cesty a železnic, do roku 1865 byl prezident statistické správní komise a od roku 1852 do roku 1863 také c. a k. centrální komise pro průzkum a údržbu stavebních památek. Od 31. srpna 1848 do 7. května 1849 byl členem Frankfurtského parlamentu (za Café Milani). Roku 1852 byl povýšen do šlechtického stavu (získal titul svobodný pán) a začal užívat přídomek von Czernhausen. Byl dědem speleologa Waltera von Czoernig-Czernhausen. Byl čestným občanem Liberce, Frýdlantu a Gorizie.